# FMヤマト
FMヤマト（エフエムヤマト）は、奈良県大和高田市、橿原市、御所市、 香芝市、葛城市、北葛城郡広陵町の各一部地域を放送対象地域として超短波放送（FM放送）をする特定地上基幹放送事業者である合同会社YAMATO（ヤマト）が保有する特定地上基幹放送局の呼出名称である。
FMヤマトそのままの愛称でコミュニティ放送をしている。
愛称が同じ読みの「FMやまと」（神奈川県大和市）とは無関係。

## 概要
2021年（令和3年）開局。
地元大和高田市の医薬品製造業者の寧薬化学工業会長である徳井教寛が代表を務める

。
本社・演奏所（スタジオ）は大和高田市大中南町の大中ビルに、送信所は大中のNTT大中ビルにあり、特定地上基幹放送局の呼出符号はJOZZ7BT-FM、呼出名称はエフエムヤマト、周波数77.5MHz、空中線電力5Wで放送区域は大和高田市、橿原市、御所市、 香芝市、葛城市、広陵町の各一部地域。
インターネット配信はFM++による。
中和地域を放送地域と称している。
いわゆるきらら方式を採用、番組を全て自社制作し朝6時から夜10時まで生放送する。
御所市、葛城市、香芝市とは、災害時の放送に関する協定を締結している。

## 沿革
2019年（令和元年）
- 12月18日 - 法人番号を取得[9]

2020年（令和2年）
- 12月22日 - 特定地上基幹放送局の予備免許取得[1]

2021年（令和3年）
- 1月21日 - 特定地上基幹放送局の免許取得
- 2月11日 - 午後1時開局[7]
- 2月16日 - 御所市と「災害時の放送に関する協定」締結[10]
- 2月25日 - 葛城市と「災害時の放送に関する協定」締結[11]
- 3月17日 - 香芝市と「災害時等における放送に関する協定」締結[12]
- 7月1日 - FM++によるインターネット配信開始[13]

## 主な番組
- ヤマト Evergreen Music（平日 6:00 - 7:00）
- シャインモーニング YAMATO（平日　7:00 - 9:00）※月〜水・秋丸、木、小田、金・秋丸
- ボリュームアップ YAMATO（平日 9:00 - 10:00）
- ヤマトで 5時（平日 17:00 - 18:00）
- ヤマトで 6時（平日 18:00 - 19:00）
- 人生のステップアップ（火曜日 10:00 - 11:00）
- じゃんりくぅ〜〜！（火曜　14:00 - 16:00）
- Good Old days1/2（土・日曜日 6:00 - 7:00）
- ピットインヤマト（土・日曜日　9:00 - 12:00）
- 歌謡曲だよ♪人生は（土曜　12:00 - 14:00）
- #奈良音楽（土曜　21:00 - 22:00）
- 男と女と演歌と！（日曜 19:00 - 21:00）

## クラブヤマトマガジン
季刊のフリーペーパー、最新号はウェブサイトのクラブヤマトマガジンから閲覧できる。